# Riverway (Townsville)
Riverway est une zone touristique située dans la banlieue de Townsville, dans l'État de Queensland en Australie. Ouverte en 2006, la zone s'étend sur 11 km le long de la Ross River et propose diverses activités telles que des activités aquatiques, un stade ou encore un musée des arts.

## Historique
Auparavant, se tenait en lieu et place du parc une campagne réservée à l'armée.